# أندريه فانديفيير
أندريه فانديفيير (21 يونيو 1909 - 22 أكتوبر 1992) لاعب كرة قدم بلجيكي راحل كان يجيد اللعب في خط حراسة المرمى.
لعب طوال مسيرته الرياضية في أندية يونيون سانت غال (1931-1939) هانوتوا (1941-1945) فاسميس (1945-1946).
مثل منتخب بلجيكا في 5 مباريات (1933-1934). شارك مع منتخب بلجيكا في بطولة كأس العالم 1934 في إيطاليا حيث خرج من الدور الثمن النهائي وفي بطولة كأس العالم 1938 في فرنسا حيث خرج من الدور الثمن النهائي أيضا.
تولى تدريب نادي يونيون سانت غال (1947-1959) منتخب بلجيكا (1955-1957).

## وصلات خارجية
- أندريه فانديفيير على موقع الاتحاد الدولي (مؤرشف)  (الإنجليزية)
- أندريه فانديفيير على موقع الاتحاد البلجيكي (الإنجليزية)
- أندريه فانديفيير على موقع قاعدة بيانات كرة القدم.إي يو (الإنجليزية)
- أندريه فانديفيير على موقع ناشيونال فوتبول تيمز (الإنجليزية)
- أندريه فانديفيير على موقع عالم كرة القدم.نت (الإنجليزية)
- سيرة ذاتية[وصلة مكسورة]